# فیلیپیکوس
فیلیپیکوس (به یونانی: Φιλιππικός) امپراتور روم شرقی (بیزانس) از ۷۱۱ تا ۷۱۳ بود.

## زندگینامه

### رسیدن به قدرت
نام واقعی فیلیپیکوس، باردانس (به یونانی: Βαρδάνης، به ارمنی: Վարդան) و پدرش نیکِفُروس، نجیب‌زاده‌ای ارمنی‌تبار از اهالی پرگامون بود.
باردانس که از حمایت مونولیت‌ها (مذهبیون معتقد به تک‌ذاتی مسیح که تنها طبیعت الهی او را شامل می‌شود) برخوردار بود تلاش‌هایی را برای دستیابی به تاج و تخت امپراتوری در نخستین شورش‌های عظیم انجام گرفته علیه ژوستینیان دوم انجام داد. او در زمان تیبریوس سوم به جزیرهٔ کفالونیا تبعید شد و پس از بازگشت مجدد ژوستینیان دوم به قدرت او را به تبعیدگاه جدیدش در کرسون فرستاد. باردانس در آنجا نام فیلیپیکوس را برگزیذ و با کمک خزرها توانست اهالی آنجا را به قیام علیه ژوستینیان وادارد. شورشیان با موفقیت قسطنطنیه را به تصرف خود درآوردند، ژوستینیان گریخت اما کشته شد و فیلیپیکوس با عنوان امپراتور جدید بیزانس بر تخت نشست.

### دوران حکومت
از نخستین اقدامات فیلیپیکوس پس از رسیدن به قدرت خلع سایروس، اسقف‌اعظم ارتودوکس قسطنطنیه و انتصاب ژان چهارم از هم‌کیشان خود به‌جای او بود. او سپس با فراخوانی اسقف‌های کلیسای شرقی به لغو تصویب‌نامه‌های ششمین شورای جهانی (مبنی بر دو ذاتی عیسی مسیح و داشتن دو طبیعت آسمانی و انسانی) فرمان داد. اما این کار او سبب شد تا در مقابل، کلیسای روم از به‌رسمیت شناختن او به عنوان امپراتور جدید و اسقف‌اعظم انتصابیش خودداری نماید.
در ۷۱۲ تِروِل، فرمانروای بلغارستان به قسطنطنیه حمله کرد و به غارت آنجا پرداخت. فیلیپیکوس ارتشی را از اُپسیکون برای کنترل بالکان به آنجا فرستاد اما همزمان ولید پسر عبدالملک، از خلفای قدرتمند اموی با بهره‌برداری از ضعف استحکامات روم شرقی در آسیای صغیر آنجا را مورد تاخ و تاز خود قرار داد.

### برکناری از قدرت
لشکریان اُپسیکون در ۷۱۳ در تراکیه سر به شورش برداشتند و در سوم ژوئن همان سال، گروهی از افسران که توانسته بودند وارد شهر شوند، فیلیپیکوس را در یکی از حمام‌های عمومی پیدا کرده و پس از کور کردنش او را از قدرت خلع و تبعیدش نمودند. پس از او آرتمیوس، از صاحب‌منصبان مهم فیلیپیکوس با عنوان آناستاسیوس دوم بر تخت امپراتوری نشست.